# سلطان الغافري
سلطان الغافري (مواليد 18 سبتمبر 1986) لاعب كرة قدم إماراتي يجيد اللعب في الوسط.
لعب سابقاً لأندية بني ياس والعين و الوحدة و الجزيرة و الظفرة وحاز على لقب الدوري الإماراتي مع العين سنة 2013 و كان من أفضل لاعبي الوسط في بني ياس .

## روابط خارجية
- سلطان الغافري على موقع قاعدة بيانات كرة القدم.إي يو (الإنجليزية)
- سلطان الغافري على موقع Soccerway.com (الإنجليزية)